# Leptolabis pustula
Leptolabis pustula är en svampdjursart som först beskrevs av Robert Fredric Fredrik Fristedt 1887.  Leptolabis pustula ingår i släktet Leptolabis, och familjen Coelosphaeridae. Arten är reproducerande i Sverige.